# 미즈노 다다토모
미즈노 다다토모(일본어: 水野忠友, 1731년 3월 10일 ~ 1802년 10월 15일)는 에도 시대 중기의 하타모토, 다이묘이다. 에도 막부에선 노중을 역임하였으며 미카와 오하마번주, 스루가 누마즈번 초대 번주를 지냈다. 누마즈번 미즈노가 제8대 당주.
|  | 오하마번 번주 (미즈노가) 1765년 ~ 1777년 | 후임 폐번 |

| 전임 막부령(오쿠보 다다스케) | 제1대 누마즈번 번주 (미즈노가) 1777년 ~ 1802년 | 후임 미즈노 다다아키라 |

| 전임 다누마 오키쓰구 | 에도 막부 소바요닌 1777년 ~ 1785년 | 후임 공석(마쓰다이라 노부아키라) |